# Hajniště (železniční zastávka)
Hajniště je železniční zastávka v km 11,604 trati Frýdlant v Čechách – Jindřichovice pod Smrkem. Situována je v jižní části vesnice Hajniště, východně od místní komunikace (poblíž nechráněného železničního přejezdu u domu čp. 103). Jižně od kolejiště je vybudována zděná čekárna. Na východní straně (na řasnickém zhlaví) odbočuje jihozápadním směrem železniční vlečka do vojenského objektu (muničního skladu) na vrchu Chlumu.

## Provoz
Na zastávce zastavují osobní vlaky linky L61 Liberec – Frýdlant v Čechách – Nové Město pod Smrkem – Jindřichovice pod Smrkem. Zastávka je na znamení.